# Agalinis paupercula
Agalinis paupercula là loài thực vật có hoa thuộc họ Cỏ chổi. Loài này được (A.Gray) Britton mô tả khoa học đầu tiên năm 1913.

## Hình ảnh

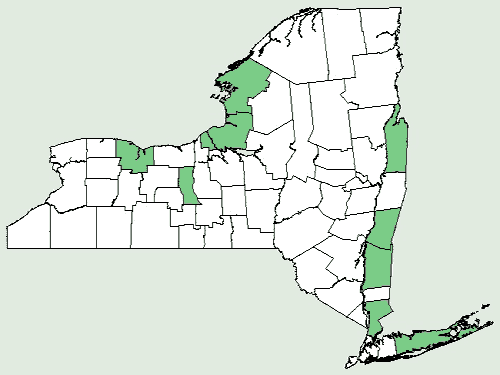
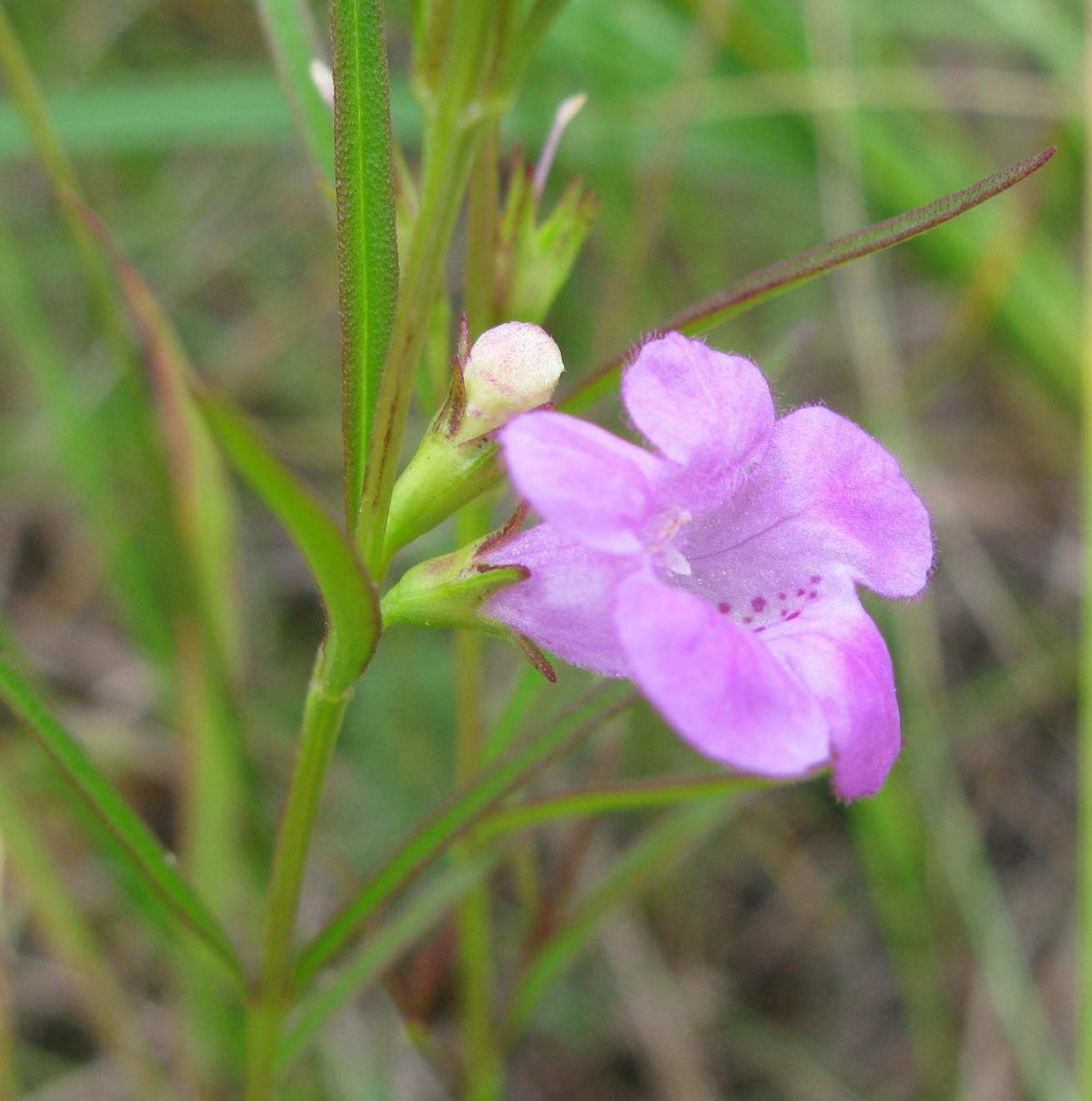